# Franziska Roth (Politikerin, 1966)

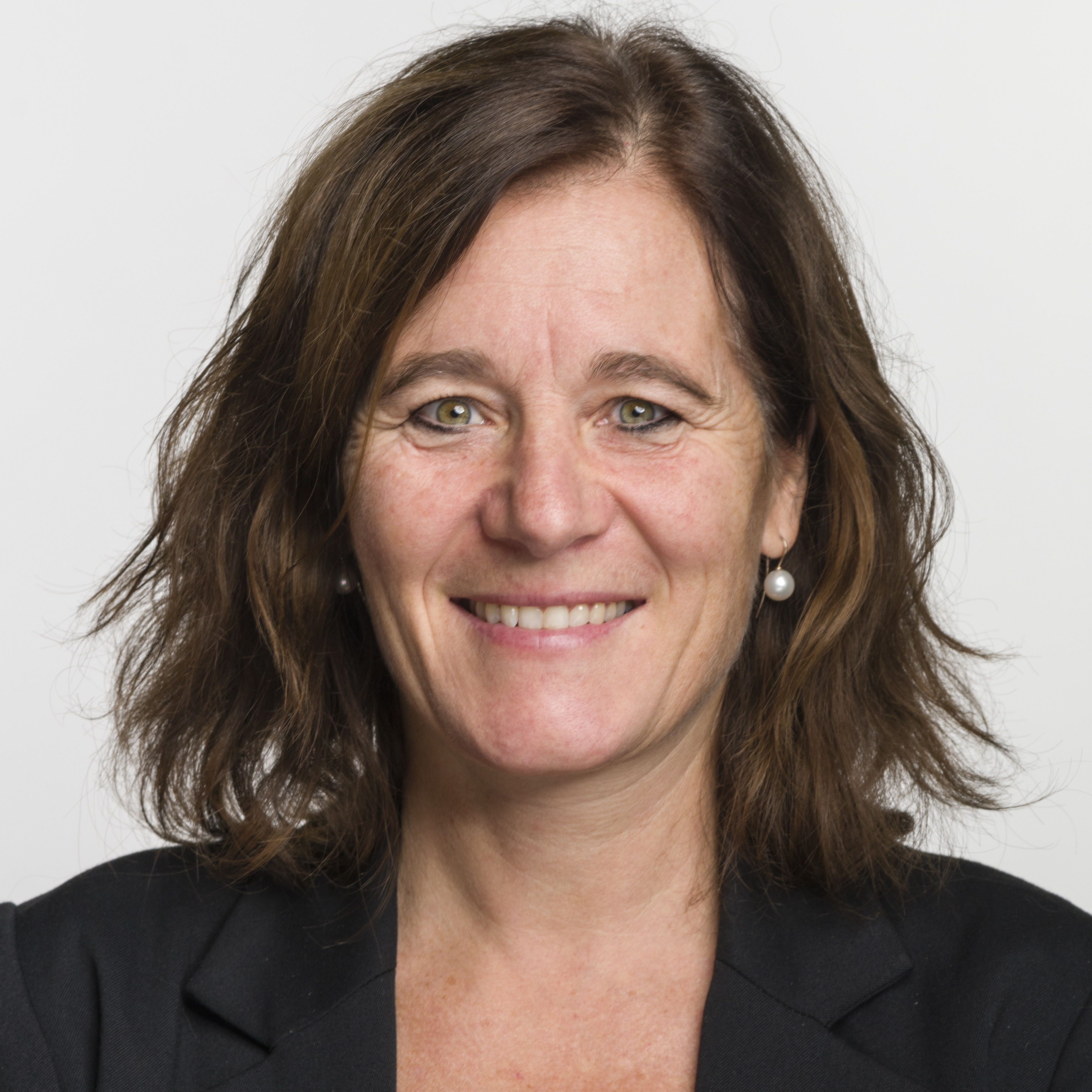
Franziska Roth (2019)

Franziska Roth (* 17. April 1966 in Solothurn) ist eine Schweizer Politikerin (SP). Von 2019 bis 2023 war sie Nationalrätin, im November 2023 wurde sie in den Ständerat gewählt.

## Leben
Von Beruf Heilpädagogin, gehörte sie ab 2009 dem Solothurner Kantonsrat an. Sie war Mitglied der Bildungs- und Kulturkommission des Kantonsrats. Sie war von 2011 bis 2021 Präsidentin der SP des Kantons Solothurn, darüber hinaus auch Gemeinderätin in der Stadt Solothurn.
2017 kandidierte Roth erfolglos gegen den wieder antretenden Amtsinhaber Kurt Fluri für das Amt der Solothurner Stadtpräsidentin. Bei den Wahlen vom 20. Oktober 2019 wurde Roth in den Nationalrat gewählt und ersetzte den bisherigen Philipp Hadorn. Im Nationalrat war sie Mitglied der Begnadigungs- und der Sicherheitspolitischen Kommission. Im November 2023 wurde sie in den Ständerat gewählt.
Roth hat zwei erwachsene Kinder und lebt in Solothurn.

## Namensvetterin
Im benachbarten Kanton Aargau gehörte von 2017 bis 2019 mit der 1964 geborenen Franziska Roth (parteilos, zuvor SVP) eine gleichnamige Politikerin dem Regierungsrat (Kantonsregierung) an. Dies führte gelegentlich zu Verwechslungen.